# Batalla de Viernes Santo
La batalla de Viernes Santo fue un partido de hockey sobre hielo entre Montreal Canadiens y Quebec Nordiques, que se jugó el 20 de abril de 1984. El encuentro correspondió al sexto partido de las finales de División de la National Hockey League, y se conoce con ese nombre porque coincidió con el Viernes Santo.
El encuentro estuvo marcado por dos peleas multitudinarias durante el tiempo de juego. Montreal y Quebec acumularon 198 minutos de sanción, y el árbitro tuvo que expulsar a 10 jugadores, una de las mayores sanciones en la historia del hockey sobre hielo profesional.

## Desarrollo
Los Canadiens de Montreal y los Nordiques de Quebec son dos equipos rivales de la provincia de Quebec (Canadá) que se enfrentaban en la fase eliminatoria de la NHL, por lo que el encuentro era de máxima tensión. Con la serie 2-3 a favor de los Canadiens, Montreal podía pasar a las finales de conferencia si vencía, mientras que Quebec debía ganar para igualar la eliminatoria.
A lo largo del encuentro hubo varias peleas entre jugadores. Con 1:0 al final del segundo periodo para Quebec, se produjo una pelea multitudinaria cuando Dale Hunter, atacante de Montreal, golpeó al portero de Quebec, Steve Penney. En ese momento, todos los jugadores de ambos equipos saltaron al hielo, sin que los árbitros pudieran hacer nada para impedirlo. Se produjeron dos agresiones destacadas: el jugador de Montreal Mario Tremblay le rompió la nariz de un puñetazo a su rival Peter Štastný, y ambos fueron expulsados. Por su parte, el quebequense Louis Sleigher dejó sin conocimiento a Jean Hamel, al que golpeó de lleno en la cara y le dejó sin respiración varios minutos. La agresión le dejó secuelas en la visión, y se vio obligado a retirarse del hockey profesional.
Cuando iba a comenzar el tercer tiempo, el árbitro principal Bruce Hood tardó en anunciar las sanciones, y todos los jugadores se encontraban sobre el hielo. De este modo, volvió a producirse otra pelea multitudinaria y el encuentro no pudo reanudarse hasta que se retiraron de nuevo todos los jugadores. En total, el árbitro aplicó 198 minutos de sanción para los dos equipos y diez expulsiones. El partido terminó con victoria para Montreal por 5:3.